# Ота (река)
Ота (яп. 太田川 ота-гава) — одна из наиболее известных и красивых рек в Японии, протекает по западной территории префектуры Хиросима.
Длина реки составляет 103 км, на территории её бассейна (1710 км²) проживает около 1 млн. 20 тыс. человек. Исток реки находится на горе Каммури (город Хацукати), а впадает река во Внутреннее Японское море. Река Ота состоит из множества притоков, особенно в верхнем течении. На Хиросимской равнине она сливается с реками Тонэ и Мисаса и формирует дельту Хиросимы вместе с реками Кёбаси, Тэмма и Мотоясу.
Река Ота протекает через города Китахиросима, Акиота, Акитаката, Хигасихиросима и Хиросима.